# Dienstanweisung für einen Unterteufel
Dienstanweisung für einen Unterteufel (Originaltitel: The Screwtape Letters; seltener deutscher Titel Dämonen im Angriff) ist ein in Form einer fiktiven Briefsammlung verfasstes satirisches Werk des britischen Autors C. S. Lewis. Die Briefe der Dienstanweisung für einen Unterteufel wurden zunächst 1941 im Manchester Guardian veröffentlicht. Die Buch-Erstausgabe folgte 1942 im Verlag Geoffrey Bles.

## Kurzbeschreibung
Der Höllen-Beamte Mr. Screwtape (frei übersetzbar mit: Daumenschraube) gibt in seinen Briefen seinem Neffen, dem Unterteufel Mr. Wormwood (deutsch: Wermut), Ratschläge und Anweisungen zur Verführung eines britischen Mannes. Wormwoods Bemühungen scheitern und er soll zur Strafe verspeist werden.

## Inhalt
Ein namenloser junger Brite, der in den Briefen nur der „Patient“ genannt wird, soll durch einen jungen und unerfahrenen Unterteufel namens Wormwood vom Pfad der Tugend abgebracht werden. Wormwoods Onkel und Vorgesetzter, ein Höllen-Beamter namens Screwtape, fungiert hierbei als Berater seines Neffen und bringt ihn schon im ersten der 31 Briefe von der Idee ab, man könne einen Menschen durch Vernunftgründe von Gott entfernen: Screwtape bezeichnet diese Vorgehensweise als unzeitgemäß. Wormwood möge den „Patienten“ stattdessen in einen „Strom unmittelbarer sinnlicher Erfahrungen“ stoßen.
Noch vor Niederschrift des zweiten Screwtape-Briefes jedoch ist der „Patient“ zum Christentum konvertiert. Das nimmt Screwtape zwar mit „Mißvergnügen“ zu Kenntnis, ermutigt seinen Neffen aber: „Einer unserer besten Bundesgenossen ist gegenwärtig die Kirche selbst“, die einem „halb vollendete[n] Gebäude in falscher Gotik auf einem Neubaugrundstück“ gleiche. „Arbeite aus allen Deinen Kräften an der Ernüchterung oder den Widersprüchen, die Dein Schützling während der ersten Wochen seiner Kirchenzugehörigkeit erleben wird.“ Die Briefe VIII und IV widmen sich daher unter anderem den „Niederungen der geistigen Stumpfheit“, die eine Routine im Glaubensleben mit sich bringen mag und die „richtig ausgebeutet werden“ müssen. In der Folgezeit versucht Wormwood außerdem unter anderem, die wegen der plötzlichen Religiosität ihres bei ihr wohnenden Sohnes irritierte Mutter gegen den Sohn zu instrumentalisieren (Brief III) oder den „Patienten“ in einem Kreis materialistisch gesinnter Freunde die „gesellschaftliche, geschlechtliche und intellektuelle Eitelkeit“ praktizieren zu lassen (Brief X).
Zwischenzeitlich bricht jedoch der Zweite Weltkrieg aus (Brief V), was von Wormwood euphorisch begrüßt, von Screwtape jedoch den gesamten Text über differenziert betrachtet wird: Der Krieg bringe dank seiner Grausamkeiten nicht unbedingt „bleibenden Gewinn“ für die Hölle, denn die offensichtliche All-Anwesenheit des Todes habe zur Folge, dass mehr Menschen „vorbereitet in den Tod gehen. Wieviel vorteilhafter wäre es für uns, wenn alle Menschen in teuren Kliniken sterben würden, eingelullt von den Lügen von Ärzten, Schwestern und Freunden“. Zwar kann der Krieg den „Patienten“ beispielsweise zum sündhaften Zorn verleiten, doch es „hat keinen Wert, seinen Haß gegen die Deutschen anzustacheln, wenn zwischen ihm und seiner Mutter, seinem Chef und dem Mann, dem er in der Bahn begegnet, zu gleicher Zeit die verderbliche Gewohnheit der Nächstenliebe zu wachsen beginnt.“ Immerhin entzückt es Screwtape aber, „daß Alter und Beruf des Patienten seine Einberufung zum Militärdienst möglich, wenn auch nicht unbedingt sicher machen. Wir möchten ihn ja in der größtmöglichen Ungewißheit haben“, so Screwtape: „Nichts vermag das Herz eines Menschen gegen alle Bemühungen des Feindes [= Gottes] so wirksam zu verrammeln wie Ungewißheit und Angst.“
In Brief XXII, nach mehreren Versuchen, eine zügellose Frau für den „Patienten“ zu finden, hat der weiterhin regelmäßig in den Gottesdienst gehende „Patient“ sich in eine gläubige Christin verliebt und möchte ihr natürlich gefallen. „Durch dieses Mädchen und ihre widerliche Familie lernt der Patient nun täglich mehr Christen kennen, und dazu noch sehr gebildete Christen.“ Damit droht jetzt etwas, das Screwtape im Zusammenhang mit den materialistischen Kreisen, in denen der „Patient“ zuvor verkehrte, noch positiv bewertete: „Alle Sterblichen neigen dazu, sich in das zu verwandeln, was sie zu sein vorgeben.“ Da man das geistliche Leben im „Patienten“ momentan nicht „ersticken“ könne, müsse man es „vergiften“, so Screwtape, der mit Blick auf die „Geliebte“ des „Patienten“ meint: „Es ist eine kleine, unscheinbare Untugend, die sie mit fast allen Frauen teilt“, nämlich die Annahme, „daß alle Außenstehenden, die diesen Glauben nicht teilen, wirklich zu einfältig und lächerlich sind.“ Wormwood solle nun seinen Schützling dazu bringen, „jene Schwäche seiner Geliebten nachzuahmen und zu übertreiben, bis, was bei ihr eine läßliche Sünde war, bei ihm zum ausgewachsenen und schönsten Laster geworden ist – zum geistlichen Hochmut“.
Etwa gleichzeitig mit der neuen Liebe des „Patienten“ wird die Beziehung zwischen Screwtape und dessen Neffen Wormwood allerdings von Hass angekränkelt: Wormwood hat Screwtape „wegen einiger unüberlegter Bemerkungen“ bei der höllischen Obrigkeit vergeblich zu ruinieren versucht: „Du hast mich immer gehaßt und bist, wenn Du Dich sicher glaubtest, unverschämt gegen mich gewesen“, empört sich Screwtape. Der Moment der Rache kommt für Screwtape, als der „Patient“ bei einem Bombenangriff getötet wird, mit unbefleckter Seele: „Er ist den weltlichen Freuden entronnen, mit denen Du ihn zu umgarnen trachtetest. Er hat sich in ein wahrhaft christliches Mädchen verliebt und […] gegen Deine Angriffe auf seine Keuschheit geschützt. Und auch die verschiedenen Verfahren, mit denen wir sein geistiges Leben zu zerstören trachteten, sind […] erfolglos geblieben.“ Wormwood hat sich somit „eine Seele durch die Finger schlüpfen lassen.“ Damit blüht Wormwood nun das, was sonst der Seele des „Patienten“ geschehen wäre: „Für uns bedeutet der Mensch hauptsächlich ein Nahrungsmittel […]. Wir brauchen Vieh, das schließlich zu Fraß wird“, malt Screwtape jene Höllenstrafe schon früh im Text aus, die nun Wormwood zuteilwird: gefressen zu werden. Als Wormwood um Gnade wimmert, bekundet Screwtape: „Glaube mir, meine Liebe zu Dir und Deine Liebe zu mir gleichen sich wie ein Ei dem anderen. […] Ich nehme an, man wird Dich oder ein Stück von Dir nun mir ausliefern. Dich lieben? Aber natürlich! Der leckerste Bissen, von dem ich je fetter wurde.“

## Textanalyse
Die Dienstanweisung für einen Unterteufel besteht aus 31 Briefen, die lediglich von einer Seite (Screwtape) verfasst werden. Wormwoods Briefe werden nicht in den Text eingebunden, sondern ihr Inhalt lässt sich lediglich aus den Antworten Screwtapes ableiten. Demzufolge handelt es sich bei Dienstanweisung für einen Unterteufel um einen in Ich-Form verfassten Text. Die erzählte Zeit umfasst mehrere Wochen kurz vor und während des Zweiten Weltkriegs, auf dessen Beginn Screwtape in Brief V reagiert. Ort der geplanten Verführung des „Patienten“ ist eine britische Ortschaft, die von der deutschen Luftwaffe während des Zweiten Weltkriegs bombardiert wird.

### Figuren (Auswahl)
- Screwtape ist ein intelligenter stellvertretender Abteilungschef innerhalb der Höllen-Bürokratie,[24] der keinen Respekt für die Menschen empfindet, deren Natur er subtil für teuflische Zwecke ausnutzen will. Beispielsweise rät Screwtape davon ab, den „Patienten“ zu schweren Sünden zu verleiten, sondern möchte ihn lieber behutsam auf den Weg zur Verdammnis führen: „Der sicherste Weg zur Hölle ist der allmähliche – der sanfte Hang, angenehm für die Füße, ohne plötzliche Kurven, ohne Meilensteine, ohne Wegweiser.“[25] Andererseits ist Screwtape brutal realistisch: Ihn interessieren nur Ergebnisse. Als Wormwood sich beispielsweise auf Gejammer wegen seiner Schwierigkeiten verlegt, für die er nicht verantwortlich sei, verfällt Screwtape daher auf ungeduldiges Drohen: „Auf jeden Fall wirst Du bald entdecken, daß die Gerechtigkeit der Hölle rein realistisch ist und sich nur mit tatsächlichen Ereignissen befaßt. Entweder Du schaffst uns Speise, oder Du wirst selbst zur Speise.“[26]

- Wormwood ist ein junger und unerfahrener Unterteufel auf seiner ersten Mission unter Menschen. Er wird in Screwtapes Briefen als vergleichsweise oberflächlicher Jungspund dargestellt.
- Der „Patient“ ist der Prototyp eines jungen Mannes. Er wohnt noch bei seiner rheumatischen, scharfzüngigen Mutter[27] und erlebt im Laufe einer von Vorkriegs- und Kriegssituation geprägten Geschichte Versuchungen und Irrtümer. Er hat Freude auch an den einfachen Dingen des Lebens, beispielsweise einem interessanten Buch oder einem kleinen Spaziergang,[28] was Screwtape zu folgendem Kommentar verleitet: „Der Mensch, der sich wahrhaftig und uneigennützig an irgendeiner Sache in der Welt um der Sache selbst willen freut, ohne sich einen Deut darum zu kümmern, was die Leute darüber sagen, ist durch diese Tatsache allein von vornherein gewappnet gegen unsere raffiniertesten Angriffsmethoden. Du solltest Deinen Patienten immer abzubringen versuchen von Menschen, Speisen oder Büchern, die ihm wirklich zusagen, zugunsten der ’feinen Leute‘, der ’korrekten Speisen‘, der ’wichtigen‘ Bücher.“[29]
- Die „Geliebte“ des „Patienten“ ist eine engagierte Christin, deren Familie den „Patienten“ herzlich in ihren Kreis aufnimmt. Über dieses Mädchen lässt Screwtape sich wie folgt aus: „Ich habe mir die Akten dieses Mädchens kommen lassen und bin entsetzt über das, was ich darin finde. Sie ist nicht nur Christin, sondern eine Christin der schlimmsten Art – ein elendes, kriecherisches, einfältiges, zimperliches, einsilbiges, mausiges, wässeriges, unbedeutendes, jungfräuliches Dämchen. Das kleine Scheusal! Mir ekelt! Man riecht die Nonne schon aus den Aktenblättern.“[18]

Wichtig in den Briefen sind auch der „Feind“ (Gott), „Unser-Vater-in-der-Tiefe“ (der Teufel) sowie gelegentlich die jeweils für einen Menschen zuständigen anderen Unterteufel (beispielsweise Glubose, der die Mutter des „Patienten“ betreut) und weitere Beamte der Höllen-Bürokratie, beispielsweise Slubgob, unter dessen Leitung die höllische Schulungsakademie „Schiffbruch erlitten“ habe, was man laut Screwtape an Wormwoods Unfähigkeit merke.

### Themen und Stil
C. S. Lewis verwendet bei der Suche der Höllen-Angestellten nach der richtigen Methode, sich der Seele des „Patienten“ zu bemächtigen, einen abwechslungsreichen Stil, da auch die theologischen, spirituellen und psychologischen Themen abwechslungsreich sind: Mal kann Screwtape in seinen Briefen sarkastisch sein, mal belehrend, je nachdem ob es um Beobachtungen über die menschliche Natur geht (z. B. Sex, Liebe, Stolz, Völlerei) oder abstraktere Themen, beispielsweise das Wesen des Gebets (in den Briefen IV, XII, XXVII), das Thema Demut (Brief XIV), den historischen Jesus und den allgemeinen Zusammenhang zwischen Christentum und Politik (Brief XXIII), das Thema Krieg (Brief V), das Phänomen des übereifrigen Nationalismus oder des bedingungslosen Pazifismus (Brief VII), das Wörtchen „wirklich“ (Brief XXX) oder das Thema Zeit (Brief XV) samt Fokussierung auf Vergangenheit, Gegenwart oder Zukunft, wobei die Hölle zum Thema Zeit einen eindeutigen Standpunkt hat: „Wir aber wollen einen Menschen, von der Zukunft besessen, gehetzt von Visionen des bevorstehenden Himmels oder der drohenden Hölle auf Erden“.

#### Verlockungen des Alltags
Die meisten Verlockungen des Alltags und seiner „durch Eitelkeit, Vielgeschäftigkeit, Ironie und als Vergnügen getarnte[n] kostspielige[n] Langeweile“ gehorchen dagegen einem einfachen Grundsatz: dem Grundsatz der Gewöhnung an äußere Reize. „Wachsende Begierde nach immer mehr schwindender Freude heißt die Formel“, so dass „durch die Gewohnheit das Vergnügen der Eitelkeit und die Erregungen leichtfertigen Lebens reizloser“ werden. Dadurch entstehe unter anderem die Sucht nach unbedingt Neuem (Brief XXV), dessen Kosten „entweder Habsucht oder Unglück oder auch beides“ erzeugen. Dass die Sucht nach unbedingt Neuem nicht einmal vor der menschlichen Sexualität Halt mache, behauptet Brief XX: Der sexuelle Geschmack werde durch die jeweils vorherrschende Mode diktiert, die zunehmend von visuellen Sinneseindrücken und überzogenen sexuellen Erwartungen abhinge. Dagegen könnte, wie vom „Patienten“ praktiziert, ein interessantes Buch helfen, worüber die Hölle jedoch wiederum einen eindeutigen Standpunkt hat: „Das allerbeste ist natürlich, wenn Du ihn [= den Patienten] überhaupt vom Lesen wissenschaftlicher Werke abhältst. Gib ihm vielmehr die großartige, allgemeine Auffassung, er wisse schon alles“. Aus Sicht der Hölle vorteilhaft ist ferner die Gesellschaft von Leuten, die schon alles zu wissen glauben und daher in einer Filterblase leben: Fröhliche Urständ feiern dort die „krankhafte Hochspannung und die sich heftig verteidigende Selbstgerechtigkeit einer Geheimgesellschaft oder Clique“.
Zu den potenziell sündhaften Verlockungen des Alltags gehört allerdings auch das Lachen, das C. S. Lewis in Brief XI unterteilt nach seinen Ursachen: „Freude, Scherz, den eigentlichen Witz und Spott“, wobei der Spott dem Gottesglauben am abträglichsten sei: „Setzt sich die Gewohnheit des Spottes fest, so bildet sie um den Menschen den undurchdringlichsten Panzer gegen den Feind [=Gott], den ich kenne“. Damit widerspricht Lewis allerdings den zwei Mottos, die er selbst der Briefe-Sammlung voranstellt und wo es in einem Zitat von Thomas Morus heißt, der Teufel könne es nicht ertragen, verhöhnt zu werden; Spott sorge laut Martin Luther sogar für Teufelsaustreibung aus irgendwem oder irgendwas, so das zweite Motto, das dem Buch vorangestellt ist.

#### Höllen-Bürokratie
Die Hölle ist ein bürokratisches und totalitäres System mit einer umfassenden Verwaltungsstruktur. Es gibt nicht nur ein Oberkommando, das beispielsweise „für die gegenwärtige Kampfphase“ entschieden hat, dass die Menschen über die Existenz von Teufeln in Unwissenheit gelassen werden sollen, und das außerdem höllischerseits für den Ausgang des Zweiten Weltkriegs zuständig ist. Sondern es gibt auch eine Geheimpolizei, die aufgrund der Denunziation durch Wormwood bei Screwtape vorstellig wird, ein „Korrektionshaus für unfähige Versucher“, mit dem Screwtape Wormwood deswegen droht, ein Nachrichtenamt, dem Screwtape völliges Versagen vorwirft, und eine Hochschule, die Screwtape wegen dessen Chef Slubgob verachtet, aber auch eine „philologische Abteilung“ und eine „Forschungsabteilung“.

## Nachwirkung

### Literarische Nachwirkung
Lewis selbst schrieb 1959 eine Fortsetzung, Screwtape proposes a toast (deutsch: Streng dämokratisch zur Hölle), in der Lewis unter anderem die öffentliche Bildung in Großbritannien kritisiert. Weitere Fortsetzungen oder Variationen wurden beispielsweise verfasst durch die US-Theologen Walter Ralston Martin (1928–1989), Peter Kreeft, Jim Forest (1941–2022), oder den PK-Talkshowmoderator Steve Deace (* 1973). Im deutschsprachigen Bereich beeinflussten Teile des Buches die Dienstanweisungen für Oberteufel der Schriftstellerin Christa Meves. Die Figur oder der Name des Unterteufels Mr. Wormwood taucht darüber hinaus in Form der Lehrerin Fräulein Wurmholz in Calvin und Hobbes auf sowie als tollpatschiger Teufels-Praktikant Mr. Wormwood in Kim Godals Rumpelstilzchen-Roman Männchen oder Die wahre Geschichte vom Rumpelstilzchen.

### Bühnen-Adaptionen
- James Forsyth: Dear Wormwood. A play in three acts. Dramatic Publishing Company, Chicago 1961. UA 1961.
- Anthony Lawton: The Screwtape letters. UA 2000.[54]
- Max McLean, Jeffrey Fiske: The Screwtape letters. UA 2006.[55]

### Hörspiel-Umsetzungen
Die Umsetzung der Briefsammlung durch John Cleese erhielt 1989 gute Kritiken durch die Los Angeles Times und wurde für den Grammy Award for Best Spoken Word Album nominiert. Eine weitere Hörspiel-Adaption erfolgte durch den US-Evangelikalen Dave Arnold.

### Filmische Nachwirkung
Tom Dallis drehte 2007 einen Dokumentarfilm über die Briefsammlung, der auf History ausgestrahlt wurde. Außerdem nahm der italienische Künstler Antonio Bilo Canella (* 1968) in den 2020er Jahren das Screwtape-Motiv in Youtube-Videos auf und aktualisierte es um Aspekte wie Krieg oder Sparmaßnahmen. Darüber hinaus hat Century Fox die Rechte für einen Kinofilm seit den 1950er Jahren inne und plante 2008 zusammen mit Walden Media eine abendfüllende Produktion, in der Live-Schauspieler und Computerfiguren zusammenwirken sollen.

### Musikalische Nachwirkung
Die Texte für das Lied Oubliette (Disappear) auf dem 2008 veröffentlichten Album The Earth Sings Mi Fa Mi von The Receiving End of Sirens wurde von einer Passage aus der Dienstanweisung für einen Unterteufel inspiriert. Außerdem basiert das 2010 veröffentlichte Album Peril and the Patient der Metal-Band Called to Arms vollständig auf der Briefe-Sammlung. Ferner gibt es auf dem 2013 veröffentlichten Album Ghost Thief der Metal-Band Living Sacrifice einen Track mit dem Titel Screwtape, dessen Text aus der Perspektive desjenigen geschrieben ist, der versucht, vom Pfad der Tugend abzulenken.

## Deutschsprachige Textausgaben (Auswahl)
- Dienstanweisung für einen Unterteufel  (Übersetzung: Peter Leuschner, Pia-Elisabeth Leuschner). Herder, Freiburg 2022, ISBN 978-3-451-03307-0.
- Dienstanweisung für einen Unterteufel  (Übersetzung: Christian Rendel). Brendow, Moers 5. Auflage 2016, ISBN 978-3-87067-600-1.